# Partit Comunista d'Austràlia (1920)
El Partit Comunista d'Austràlia (en anglès Communist Party of Austràlia) va ser un partit comunista que va ser fundat l'any 1920 a Austràlia, i que es va dissoldre l'any 1991.

## Història
El Partit Comunista d'Austràlia va ser fundat a Sydney el 30 d'octubre de 1920 per un grup de socialistes inspirats en els informes de la Revolució Russa. Els grups incloïen el Partit Socialista Australià, alguns membres del Partit Socialista Victorian (encara que el propi partit no es va unir), així com una varietat de militants sindicalistes. Entre els fundadors del partit hi havia un destacat sindicalista de Sydney, Jock Garden, Tom Walsh, William Paisley Earsman. Les dones sufragistes i anti-reclutades incloïen Adela Pankhurst (filla de la sufragista britànica Emmeline Pankhurst), Christian Jollie Smith i Katharine Susannah Prichard.
La major part de l'aleshores il·legal secció australiana dels Treballadors Industrials del Món (IWW) es va unir, però la IWW aviat va abandonar el Partit Comunista, amb els seus membres originals, per desacords amb la direcció de la Unió Soviètica i el bolxevisme. En els seus primers anys, sobretot gràcies als esforços de Garden, el partit va aconseguir certa influència en el moviment sindical de Nova Gal·les del Sud, però a mitjans dels anys vint s'havia reduït a un grup insignificant.
Les visites a la conferència de Nova Zelanda de 1924 dels membres executius de l'ACP Hetty i Hector Ross van fer que el (també petit) Partit Comunista de Nova Zelanda acceptés l'afiliació temporal a la CPA, i van ser seguits per les visites el 1925 d'Harry Quaife, i de Norman Jeffery una corbata de llacet que portava un antic "Wobbly" (membre de l'IWW).
Va romandre il·legalitzat entre juny de 1940 (quan comptava amb 5.000 membres) i el mes de desembre de l'any 1942. Cap al final de la Segona Guerra Mundial el partit comunista australià va arribar a la xifra de 20.000 membres. Robert Menzies va tractar d'il·legalitzar-lo infructuosament de nou l'any 1951.
El Partit Comunista s'involucra en el moviment sindical, especialment amb la fundació de la Federació de Miners i la Federació d'Estibadors, encara que els seus resultats a les eleccions parlamentàries encara eren pobres. El partit també va crear una organització de desocupats per resistir els desallotjaments. Els militants del partit es van unir a les Brigades Internacionals per defensar la Segona República Espanyola contra les tropes de Franco. Durant tot aquest temps, els membres de la CPA van ser objecte d'una vigilància constant per part de les forces policials i d'intel·ligència i van ser acusats pels tribunals.
Als anys de la Guerra Freda, el Partit Comunista es va apartar del marxisme-leninisme ortodox per convertir-se en un partit reformista d'esquerres. La CPA va dirigir campanyes contra les armes nuclears i l'extracció d'urani, i va apoderar les reivindicacions dels pobles indígenes a Austràlia i a l'estranger, especialment a Papua Nova Guinea. Feu campanya per l'abolició de la legislació considerada repressiva en relació amb els indígenes, per la igualtat salarial i pel dret a la terra. Els seus membres varen ajudar els treballadors aborígens de Pilbara a protagonitzar la vaga industrial més llarga de la història d'Austràlia. En l'àmbit internacional, el Partit Comunista Australià és a prop del Front Revolucionari per a la Independència de Timor Oriental (Fretilin) que va resistir a l'ocupació indonèsia en les dècades de 1970 i 1980.
El partit va patir dos escissions importants en la seva història: una en 1963 i una altra en 1971. Es va dissoldre en març de 1991.